# Zürich-Bodenseebahn
Die  Zürich-Bodenseebahn war eine schweizerische Bahngesellschaft. Sie wurde, zum Bau der Strecke Zürich–Winterthur–Romanshorn, am 28. Februar 1853 gegründet, bestand aber nur kurze Zeit, denn sie fusionierte noch im gleichen Jahr mit der Schweizerischen Nordbahn zur Schweizerischen Nordostbahn.
Als treibende Köpfe der Gesellschaft dürfen der Zürcher Alfred Escher und der Thurgauer Johann Konrad Kern bezeichnet werden, wobei auch Melchior Ziegler von Winterthur nicht unerwähnt bleiben sollte. 
Bei der Aktienzeichnung, welche in Frauenfeld, Winterthur und Zürich stattfand, wurden Aktien für insgesamt zwei Drittel des notwendigen Kapitals gezeichnet. Es musste also für den Bau der Strecke ein Drittel des Kapitals mit Hilfe von Anleihen auf dem Kapitalmarkt beschafft werden. Die zwei Drittel reichten jedoch, eine Gesellschaft zu gründen. Am 28. Februar 1853 wurde in Zürich die Gründungsversammlung der Zürich-Bodenseebahn abgehalten. Melchior Ziegler wurde zum Präsidenten gewählt. Schon am 17. Juni 1853 wurde auf Antrag von Alfred Escher eine aussergewöhnliche Generalversammlung einberufen. An dieser wurde die Fusion mit der Schweizerischen Nordbahn zur Schweizerischen Nordostbahn beschlossen. Diese Fusion am 1. Juli 1853 war zugleich die erste Eisenbahnfusion in der Schweiz.